# Новоалексеевский (Орловская область)
Новоалексе́евский — посёлок в Дмитровском районе Орловской области. Входит в состав Долбёнкинского сельского поселения. Постоянное население — 1 человек (2010 год).

## География
Расположен в 14 км к юго-востоку от Дмитровска на северной окраине урочища Сухая Хотынь на водоразделе бассейнов рек Нессы и Речицы. Высота над уровнем моря — 265 м. Мимо восточной окраины посёлка проходит автомобильная дорога 54К-77 «Железногорск—Дмитровск».

## История
Основан в начале XX века переселенцами из села Харланово. В 1926 году в посёлке было 18 дворов, проживало 124 человека (61 мужского пола и 63 женского). В то время Новоалексеевский входил в состав Долбёнкинского сельсовета Долбенкинской волости Дмитровского уезда. С 1928 года в составе Дмитровского района. В 1937 году в Новоалексеевском было 19 дворов, действовала школа. Во время Великой Отечественной войны, с октября 1941 года по август 1943 года, находился в зоне немецко-фашистской оккупации (территория Локотского самоуправления). Останки солдат, погибших в боях за освобождение посёлка, после войны были перезахоронены в братской могиле села Трофимово. По состоянию на 1945 год в посёлке действовал колхоз имени Крупской. В конце 1950-х годов эта артель была присоединена к более крупному колхозу — имени XXI съезда КПСС (центр в с. Долбёнкино).

## Население
| 1926 | 1979 | 2002 | 2010 |
| ---- | ---- | ---- | ---- |
| 124  | ↘25  | ↗33  | ↘1   |